# E127
För andra betydelser, se E127 (olika betydelser).

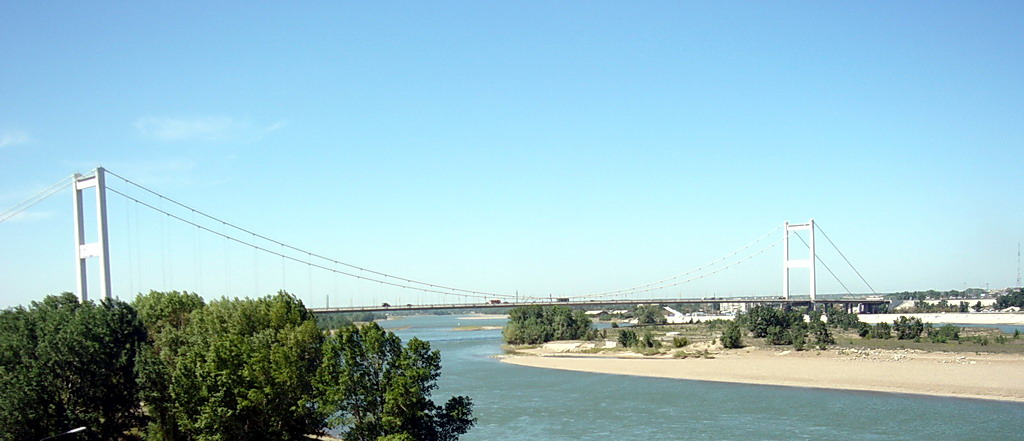
Bron över Irtysj vid Semej

Europaväg 127 är en europaväg som går från Ryssland (Sibirien) till den östligaste delen av Kazakstan.
Längd cirka 1 330 km.

## Sträckning
Omsk - (gräns Ryssland-Kazakstan) - Pavlodar - Semej (Semipalatinsk) - Qalbatau - Majqapsjaghaj 
Majqapsjaghaj ligger vid gränsen till Kina. Detta är den östligaste punkt någon europaväg når. Platsen ligger öster om till exempel Katmandu. Ett fåtal mil bort, på den kinesiska sidan, ligger den plats på jorden som är längst från havet, 2 648 km från närmaste del av världshavet.

## Anslutningar
Den ansluter till E30 och E40.